# Доротея фон Бранденбург (1420 – 1491)
Вижте пояснителната страница за други личности с името Доротея фон Бранденбург.
Доротея фон Бранденбург (на немски: Dorothea von Brandenburg; * 9 февруари 1420, Берлин; † 19 януари 1491, манастир Рена) от Дом Хоенцолерн, е принцеса от Бранденбург и чрез женитба херцогиня на Мекленбург (1432 – 1477).

## Живот
Тя е най-малката дъщеря на курфюрст Фридрих I фон Бранденбург (1371 – 1440) и съпругата му Елизабета Баварска (1383 – 1442), дъщеря на херцог Фридрих от Бавария. Сестра е на курфюрстите на Бранденбург Фридрих II и Албрехт Ахилес.
Доротея се омъжва през май 1432 г. за херцог Хайнрих IV фон Мекленбург (1417 – 1477). Нейната зестра са Дьомиц и Горлозен.
През 1477 г. Доротя е вдовица и от 1485 г. е монахиня в манастир Рена. Тя е погребана в градската църква „Св. Якоб и Св. Дионисий“ в Гадебуш.

## Деца
Доротея и Хайнрих IV фон Мекленбург имат децата:
- Албрехт VI (1438 – 1483, херцог на Мекленбург

∞ 1466/68 графиня Катарина фон Линдау-Рупин († 1485)
- Йохан VI (1439 – 1474), херцог на Мекленбург
- Магнус II (1441 – 1503), херцог на Мекленбург

∞ 1478 принцеса София Померанска (1460 – 1504)
- Катарина (1442 – 1451/52)
- Анна (1447 – 1464)
- Елизабет (1449 – 1506), абатеса в манастир Рибниц
- Балтазар (1451 – 1507), херцог на Мекленбург, коадютор в епископия Шверин до 1479